# Polipropilè
El polipropilè o polipropilé (PP) és un polímer termoplàstic, parcialment cristal·lí, que s'obté de la polimerització del propè. Pertany al grup de les poliolefines.
Té gran resistència contra diversos solvents químics, alcalís i àcids.

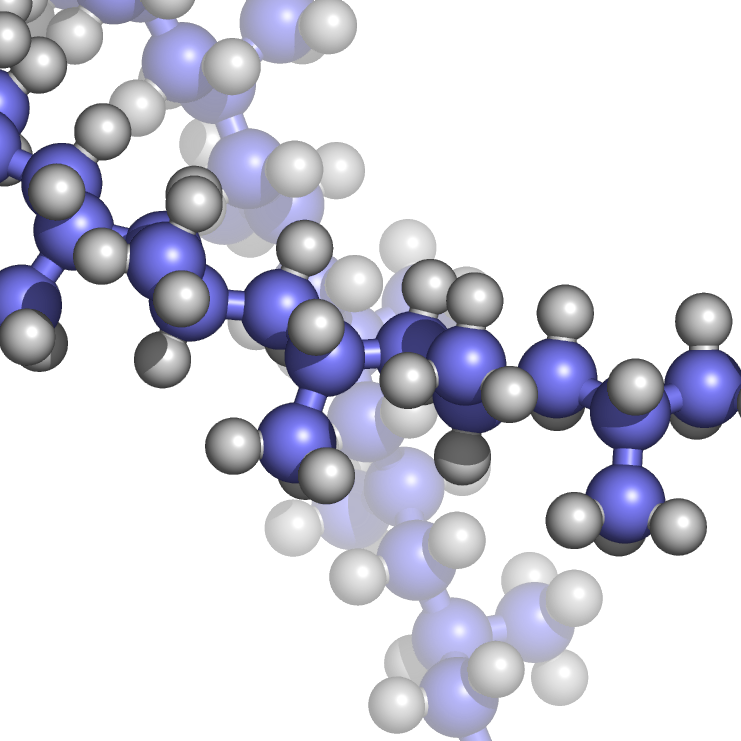
Model del polipropilè

## Usos
Es fa servir en una àmplia varietat d'aplicacions que inclouen tot tipus d'embalatges per aliments, teixits, pel·lícules transparents, equips de laboratori, components de caldereria química, mànegues i tubs. També s'utilitza en els implants de mama.

## Tipus

### PP homopolímer

PP atàctic

PP isotàctic

PP sindiotàctic

S'anomena homopolímer al PP obtingut de la polimerització de propil pur. Segons la seva tacticitat, s'identifiquen tres tipus:
- PP atàctic. Material de propilè que polimeritza deixant els metils laterals espacialment en desordre. Aquest polímer té una “enganxositat” tal que permet adherir-se en superfícies tot i amb presència de pols, per la qual cosa s'utilitza com una goma en papers adheribles, o com a base per als adhesius en fos.
- PP isotàctic. La distribució regular dels grups metil l'atorguen una alta cristal·linitat entre el 70 i 85%, una gran resistència mecànica i una gran tenacitat. Aquest tipus és el més utilitzat avui en dia amb injecció de peces (tapes de rosca, joguines, contenidors…) i en extrusió de pel·lícula plana per a fabricar rafia o com a paper d'envotura, substitut del cel·lofan.
- PP sindiotàctic. Molt poc cristal·lí, té els grups metil acomodats en forma alterna, la qual cosa el fa ser més elàstic que el PP isotàctic però també menys resistent.

### PP copolímer
En afegir entre un 5 i un 30% d'etilè en la polimerització s'obté un copolímer que posseeix major resistència a l'impacte que el PP homopolímer. Poden ser de dos tipus:
- Copolímer estadístic. L'etilè i el propilè s'introdueixen a la vegada en un mateix reactor, resultant cadenes de polímer en les quals els dos monòmers s'alternen de manera aleatòria.
- Copolímer en blocs. En aquest cas primer es polimeritza el propilè en un reactor i després en un altre reactor, s'hi afegeix etilè que polimeritza sobre el PP ja format, obtenint-se així cadenes amb blocs homogenis de PP i PE. La resistència a l'impacte d'aquests copolímers és molt alta, per la qual cosa se'ls coneix com a PP impacte o PP xoc.

Quan el percentatge d'etilè supera un cert valor, el material passa a comportar-se com un elastòmer, amb propietats molt diferents del PP convencional. Aquest producte se l'anomena cautxú etilè-propilè (EPR, de l'anglès Ethylene-Propylene Rubber).